# Angelo Azzolina
Angelo Azzolina (Caronia, 19 ottobre 1943 – Torino, 1º gennaio 2000) è stato un politico italiano.

## Biografia
Nato in Sicilia, si sposta in giovane età a Torino dove lavora come operaio alla FIAT alla linea di montaggio alle carrozzerie.
È stato a lungo delegato sindacale, in un primo tempo della Fim-Cisl, poi dopo la rottura sindacale sulla scala mobile, della Fiom-Cgil.
Nel 1985 viene eletto consigliere comunale a Nichelino per il PCI, restando in carica fino al 1990. 
Viene eletto alla Camera dei deputati nel 1992 nelle file di Rifondazione Comunista e per la XI Legislatura fa parte della Commissione Lavoro pubblico e privato. Nel 1994 si candida al Senato nel collegio di Moncalieri, appoggiato dall'intera coalizione dei Progressisti, ma non viene eletto.
Muore a capodanno del 2000 a neppure 57 anni a causa di un tumore.